# Схарс, Стейн
Стефа́нюс Йоха́ннес (Сте́йн) Схарс (нидерл. Stefanus Johannes «Stijn» Schaars, нидерландское произношение [ˈstɛin ˈsxaːrs]; род. 11 января 1984, Гендт, Гелдерланд) — нидерландский футболист, игравший на позиции полузащитника. Выступал за сборную Нидерландов.

## Карьера

### Клубная
В 6-летнем возрасте Стейн начал заниматься футболом в команде из Гендта «де Батавен», в которой играл его отец. Позже Схарс переехал в Арнем, в молодёжку «Витесса». В юном возрасте у будущего футболиста были проблемы с ростом, из-за которых он хотел закончил карьеру, но тренер молодёжной команды Схарса переубедил.
В 2002 году нидерландец дебютировал в основной команде «Витесса». Первым матчем Схарса стала игра Кубка Нидерландов с «Фейеноордом» (3-1). Стейн на 84-й минуте заменил серба Александра Ранковича. 4 дня спустя Схарс сыграл первую игру в чемпионате, вновь заменив Ранковича в матче с «Утрехтом». В сезоне 2002/03 Стейн появился на поле лишь дважды, не сумев на равных конкурировать в полузащите с Тео Янссеном, Евгением Левченко и Яном ван Халстом. В последующих двух сезонах Схарс сумел занять более прочное положение в команде — 21 матч в каждом из чемпионатов. 16 декабря 2004 года полузащитник также открыл счёт своим голам за клуб, сравняв счёт в матче с «Де Графсхап» (3-1). В том сезоне нидерландец забил ещё трижды.
В сезоне 2005/06 Стейн за 1 млн 350 тыс. евро перебрался в АЗ Алкмар. В первых двух сезонах Схарс стабильно играл в основе, выпадая из неё только из-за травм, и выступал в Кубке УЕФА, однако чемпионат 2007/08 полузащитник пропустил полностью, залечивая очень тяжёлую травму лодыжки. К сезону 2009/10 футболист восстановился и стал одним из участников триумфального сезона АЗ — клуб сделал «золотой дубль», выиграв и чемпионат, и Кубок Нидерландов.
Летом 2011 года подписал четырёхлетний контракт с лиссабонским «Спортингом». Покупка Схарса стала частью крупной трансефрной кампании португальцев, которые, кроме него, усилились такими игроками, как Рикки ван Волфсвинкел и Огучи Оньеву. Стейн провёл в Лиссабоне два сезона, пропустив из-за травмы значительную часть второго.
14 июля 2013 года вернулся на родину подписав контракт сроком на три года с ПСВ из Эйндховена. Покупка Схарса и его одноклубника Сантьяго Ариаса, также ставшего частью сделки, обошлась ПСВ в 1,6 миллионов евро.
Летом 2016 года подписал контракт с клубом «Херенвен».

### Международная
Схарс был капитаном молодёжной сборной Нидерландов, выигравшей в 2006 году чемпионат Европы. Должен Стейн был сыграть и на взрослом чемпионате мира 2006 года, но пропустил его из-за травмы. 16 августа 2006 года Схарс дебютировал в основной сборной, сыграв в матче со сборной Ирландии. Возможности поехать на Евро-2008 полузащитник также не имел из-за травмы. Лишь в 2010 году Берт ван Марвейк включил Схарса в заявку на чемпионат мира 2010, но там он не вышел на поле ни разу.

## Достижения

### Как игрок
АЗ
- Чемпион Нидерландов: 2009
- Обладатель Суперкубка Нидерландов: 2009

ПСВ
- Чемпион Нидерландов (2): 2014/15, 2015/16
- Обладатель Суперкубка Нидерландов: 2015

Молодёжная сборная Нидерландов
- Чемпион Европы среди молодёжных команд: 2006

### Как тренер
ПСВ
- Чемпион Нидерландов (2): 2023/24, 2024/25
- Обладатель Суперкубка Нидерландов: 2023

## Статистика

### Список матчей за сборную
| Матчи Схарса за сборную Нидерландов | Матчи Схарса за сборную Нидерландов | Матчи Схарса за сборную Нидерландов | Матчи Схарса за сборную Нидерландов | Матчи Схарса за сборную Нидерландов | Матчи Схарса за сборную Нидерландов |
| ----------------------------------- | ----------------------------------- | ----------------------------------- | ----------------------------------- | ----------------------------------- | ----------------------------------- |
| №                                   | Дата                                | Оппонент                            | Счёт                                | Голы Схарса                         | Соревнование                        |
| 1                                   | 16 августа 2006                     | Ирландия                            | 4:0                                 | —                                   | Товарищеский матч                   |
| 2                                   | 2 сентября 2006                     | Люксембург                          | 1:0                                 | —                                   | Чемпионат Европы 2008 (отбор)       |
| 3                                   | 6 сентября 2006                     | Беларусь                            | 3:0                                 | —                                   | Чемпионат Европы 2008 (отбор)       |
| 4                                   | 7 октября 2006                      | Болгария                            | 1:1                                 | —                                   | Чемпионат Европы 2008 (отбор)       |
| 5                                   | 11 октября 2006                     | Албания                             | 2:1                                 | —                                   | Чемпионат Европы 2008 (отбор)       |
| 6                                   | 15 ноября 2006                      | Англия                              | 1:1                                 | —                                   | Товарищеский матч                   |
| 7                                   | 11 февраля 2009                     | Тунис                               | 1:1                                 | —                                   | Товарищеский матч                   |
| 8                                   | 28 марта 2009                       | Шотландия                           | 3:0                                 | —                                   | Чемпионат мира 2010 (отбор)         |
| 9                                   | 10 июня 2009                        | Норвегия                            | 2:0                                 | —                                   | Чемпионат мира 2010 (отбор)         |
| 10                                  | 12 августа 2009                     | Англия                              | 2:2                                 | —                                   | Товарищеский матч                   |
| 11                                  | 10 октября 2009                     | Австралия                           | 0:0                                 | —                                   | Товарищеский матч                   |
| 12                                  | 26 мая 2010                         | Мексика                             | 2:1                                 | —                                   | Товарищеский матч                   |
| 13                                  | 17 ноября 2010                      | Турция                              | 1:0                                 | —                                   | Товарищеский матч                   |
| 14                                  | 4 июня 2011                         | Бразилия                            | 0:0                                 | —                                   | Товарищеский матч                   |
| 15                                  | 8 июня 2011                         | Уругвай                             | 1:1                                 | —                                   | Кубок Конфратернидад 2011           |
| 16                                  | 29 февраля 2012                     | Англия                              | 3:2                                 | —                                   | Товарищеский матч                   |
| 17                                  | 26 мая 2012                         | Болгария                            | 1:2                                 | —                                   | Товарищеский матч                   |
| 18                                  | 30 мая 2012                         | Словакия                            | 2:0                                 | —                                   | Товарищеский матч                   |
| 19                                  | 2 июня 2012                         | Северная Ирландия                   | 6:0                                 | —                                   | Товарищеский матч                   |
| 20                                  | 6 сентября 2013                     | Эстония                             | 2:2                                 | —                                   | Чемпионат мира 2014 (отбор)         |
| 21                                  | 10 сентября 2013                    | Андорра                             | 2:0                                 | —                                   | Чемпионат мира 2014 (отбор)         |
| 22                                  | 19 ноября 2013                      | Колумбия                            | 0:0                                 | —                                   | Товарищеский матч                   |
| 23                                  | 5 марта 2014                        | Франция                             | 0:2                                 | —                                   | Товарищеский матч                   |
| 24                                  | 9 ноября 2016                       | Бельгия                             | 1:1                                 | —                                   | Товарищеский матч                   |

Итого: 24 матча / 0 голов; 12 побед, 10 ничьих, 2 поражения.